# بيرك رايلي
بيرك رايلي (بالإنجليزية: Burke Riley)‏ هو محامي وسياسي أمريكي، ولد في 2 أبريل 1914، وتوفي في 13 يونيو 2006 بسبب مرض آلزهايمر. حزبياً، نشط في الحزب الديمقراطي.